# Kubányi Dániel
Kubányi Dániel (? – Ólehota, 1831. április 23.) római katolikus plébános.

## Élete
1804-ben a teológia II. évét kezdte hallgatni a nagyszombati általános papnevelőben. 1807-ben szentelték pappá. Három évi káplánkodás után 1810-ben ólehotai (Nyitra vármegye) plébános lett, ott is hunyt el.

## Munkája
- Debitae pietatis monumentum, cels. ac rev. d. Ernesto Joanni Nep. Francisco de Paula principi in Schwarzenberg, duci Crumloviae, miseratione Divina. Clementia regia, annutu sedis apostolicae inaugurato episcopo almae dioecesis Jaurinensis dicatum IX. Cal. Aprilis, anno quo, CoMpLaVDIt IaVrIn. Ernesto In praesVLe faCto. Tyrnaviae, 1819. Carmini Elegiaco notas simul ex antiquitate de cels. familia subjunxit ...